# アルメロ
アルメロ（Almelo [ˈɑlməloː] ( 音声ファイル)）はオランダ・オーファーアイセル州の基礎自治体（ヘメーンテ）。人口は約72,000人。

## 歴史
1394年にアルメロは市民権を得た。
19世紀に繊維産業が興り、多くの労働者が移住してきた。当初はオランダ国内からの移住であったが、1960年代にはスペインやトルコからも労働者が流れてきた。1976年には、移住してきたトルコ人のために、オランダで初のモスクが建てられた。
1970年代に繊維産業は衰退し、ほとんどの工場は安価な労働力のある国へ移転した。いくつかの工場は街の中心部に残っており、現在はアパートや事務所として使用されている。
最近ではアルメロ市民の重要な雇用者はウレンコ（Urenco）である。これは核反応器に使用されるウラン235の約5%を製造するウラン濃縮プラントである。

## スポーツ
ヘラクレス・アルメロは、アルメロを本拠地とするエールディヴィジに所属するサッカークラブである。

## 姉妹都市
- プレストン（イギリス）
- イーザーローン（ドイツ）
- デニズリ（トルコ）